# Альменєвський округ
Альме́нєвський округ (рос. Альменевский округ) — муніципальний округ у складі Курганської області Російської Федерації.
Адміністративний центр — село Альменєво.

## Населення
Населення округу становить 9128 осіб (2021; 12412 у 2010, 15240 у 2002).

## Історія
3 листопада 1923 року у складі Челябінського округу Уральської області був утворений Катайський район з центром у селі Танрикулово. 30 листопада 1926 року центр району перенесено до села Альменєво. 20 квітня 1930 року Катайський район був об'єднаний із сусіднім Яланським районом в один Ялано-Катайський район із центром у селі Сафакулево.
12 листопада 1940 року Ялано-Катайський район був розділений на Альменєвський район (колишній Катайський) та Сафакулевський (колишній Яланський) райони. До складу Альменєвського району увійшли 14 сільрад: Альменєвська, Бороздинська, Бухаровська, Вишняковська, Іванковська, Іскандаровська, Казенська, Кулсаринська, Нарімановська, Табайлинська, Танрикуловська, Тузовська, Учкулевська та Шаріповська. 6 лютого 1943 року район увійшов до складу Курганської області.
14 червня 1954 року ліквідовано Іскандеровську та Учкулевську сільради, Кулсаринська і Табайлинська утворили нову Парамоновську сільраду, Бухаровська та Нарімановську утворили нову Юламановську сільраду. 28 лютого 1959 року зі складу Куртамиського району передано Рибнівську та Чистівську сільради. 14 травня 1959 року ліквідовано Вишняковську сільраду. 1 лютого 1963 року район був ліквідований, територія розділена між Цілинним та Щучанським районами.
12 січня 1965 року Альменєвський район був відновлений, до його складу увійшли 10 сільрад: Альменєвська, Бороздинська, Іванковська, Казенська, Парамоновська, Рибнівська, Танрикуловська, Чистівська, Шаріповська та Юламановська. 17 травня 1965 року утворено Ягодинську сільраду, 19 грудня 1973 року — Малишевську сільраду.
2004 року район перетворено в Альменєвський муніципальний район, сільради перетворено в сільські поселення зі збереженням старої назви. 25 жовтня 2017 року були ліквідовані Рибнівська та Чистівська сільради, їхні території приєднані до складу Ягоднинської сільради. 29 червня 2021 року Альменєвський район був перетворений в Альменєвський муніципальний округ, при цьому усі сільські поселення були ліквідовані:
| Поселення                               | Площа, км² | Населення, осіб (2002) | Населення, осіб (2010) | Населення, осіб (2021) | Населені пункти                                                                |
| --------------------------------------- | ---------- | ---------------------- | ---------------------- | ---------------------- | ------------------------------------------------------------------------------ |
| Альменєвська сільська рада              | 37,56      | 4559                   | 4310                   | 3751                   | село Альменєво                                                                 |
| Бороздинська сільська рада              | 305,60     | 1257                   | 842                    | 442                    | село Бороздинка, присілки Іскандарово, Майлик, Щучанка                         |
| Іванковська сільська рада               | 236,90     | 556                    | 382                    | 210                    | село Іванково, присілки Ковильне, Тузово                                       |
| Казенська сільська рада                 | 133,57     | 829                    | 666                    | 411                    | село Казенне, присілки Зінекай, Кіле-Козаккулово                               |
| Малишевська сільська рада               | 270,74     | 1285                   | 1011                   | 812                    | село Малишева, присілки Алакуль, Учкулево                                      |
| Парамоновська сільська рада             | 102,80     | 607                    | 442                    | 322                    | село Парамоново, присілок Убаліна                                              |
| Рибнівська сільська рада (до 2017 року) | 100,54     | 333                    | 187                    | -                      | село Рибне                                                                     |
| Танрикуловська сільська рада            | 282,30     | 1346                   | 1186                   | 845                    | село Танрикулово, присілки Козаккулово, Крутий Лог, Підясово                   |
| Чистівська сільська рада (до 2017 року) | 93,97      | 363                    | 299                    | -                      | село Чисте                                                                     |
| Шаріповська сільська рада               | 318,80     | 1994                   | 1635                   | 1196                   | села Мир, Шаріпово, присілки Байганіно, Поляна                                 |
| Юламановська сільська рада              | 257,66     | 1193                   | 914                    | 565                    | село Юламаново, присілки Аскарово, Бухарово, Озерне                            |
| Ягоднинська сільська рада               | 540,07     | 918                    | 538                    | 574                    | село Ягодне, присілки Вишняково, Солнечна; села Рибне, Чисте (після 2017 року) |

## Населені пункти
| №  | Населений пункт             | Населення, осіб (2002) | Населення, осіб (2010) |
| -- | --------------------------- | ---------------------- | ---------------------- |
| 1  | Алакуль, присілок           | 357                    | 314                    |
| 2  | Альменєво, село             | 4559                   | 4310                   |
| 3  | Аскарово, присілок          | 169                    | 116                    |
| 4  | Байганіно, присілок         | 200                    | 192                    |
| 5  | Бороздинка, село            | 509                    | 326                    |
| 6  | Бухарово, присілок          | 214                    | 165                    |
| 7  | Вишняково, присілок         | 353                    | 203                    |
| 8  | Зенікай, присілок           | 175                    | 137                    |
| 9  | Іванково, село              | 318                    | 260                    |
| 10 | Іскандарово, присілок       | 198                    | 124                    |
| 11 | Казенне, село               | 498                    | 414                    |
| 12 | Кілей-Козаккулово, присілок | 156                    | 115                    |
| 13 | Ковильне, присілок          | 98                     | 27                     |
| 14 | Козаккулово, присілок       | 197                    | 153                    |
| 15 | Крутий Лог, присілок        | 154                    | 110                    |
| 16 | Майлик, присілок            | 368                    | 266                    |
| 17 | Малишева, село              | 600                    | 441                    |
| 18 | Мир, село                   | 1110                   | 887                    |
| 19 | Озерне, присілок            | 194                    | 87                     |
| 20 | Парамоново, село            | 474                    | 331                    |
| 21 | Під'ясово, присілок         | 177                    | 174                    |
| 22 | Поляна, присілок            | 266                    | 185                    |
| 23 | Рибне, село                 | 333                    | 187                    |
| 24 | Солнечна, присілок          | 124                    | 61                     |
| 25 | Танрикулово, село           | 818                    | 749                    |
| 26 | Тузово, присілок            | 140                    | 95                     |
| 27 | Убаліна, присілок           | 133                    | 111                    |
| 28 | Учкулево, присілок          | 328                    | 256                    |
| 29 | Чисте, село                 | 363                    | 299                    |
| 30 | Шаріпово, село              | 418                    | 371                    |
| 31 | Щучанка, присілок           | 182                    | 126                    |
| 32 | Юламаново, село             | 616                    | 546                    |
| 33 | Ягодне, село                | 441                    | 274                    |